# Presidente Nereu
Presidente Nereu es un municipio brasileño del estado de Santa Catarina. Tiene una población estimada al 2022 de  301habitantes. Forma parte de la Región metropolitana del Alto Valle de Itajaí.

## Toponimia
El nombre del municipio es en honor a Nereu de Oliveira Ramos, quien fue presidente de Brasil en 1955.

## Historia
La colonización de la localidad del municipio comenzó en 1920 con la demarcación de la colonia Agrícola de Edelberto Brasilides de Oliveira, el primer nombre de la localidad fue Vila D'Alva, sin embargo, con la llegada de otros pioneros, la región pasó a ser conocida con diferentes nombres: Gaspar, Brusque Nova, Santa Rita, Boa Esperança y Naufrágio, este último para recordar el accidente de barco con inmigrantes ocurrido en el río Itajaí Mirim. 
El 4 de junio de 1935 se creó el distrito de Nilo Peçanha, y en 1938 se cambió el nombre a Itaquá. El 1 de diciembre de 1961 fue elevado a la categoría de municipio con el nombre de Presidente Nereu, por la ley estatal nº 792.